# Vladislav Korshunov

a Compétitions nationales et continentales officielles uniquement.

b Matchs officiels uniquement.
Dernière mise à jour le 30 juin 2020.
Vladislav Korshunov, né le 13 février 1983 à Khabarovsk (Union soviétique), est un joueur de rugby à XV russe qui évolue au poste de talonneur au sein de l'effectif du VVA Podmoskovye.  

## Carrière

### En club
Il évolue dans le club de VVA Podmoskovye, le plus grand club russe avec 5 millions d'euros de budget.
Il inscrit le premier essai de la finale de la Coupe de Russie 2010 remportée par son club 36 à 3 devant Enisey-STM. Il remporte à sept reprises le Championnat de Russie de rugby à XV.

### En équipe nationale
Il a honoré sa première cape internationale en équipe de Russie le 1er juin 2002 contre l'équipe des Pays-Bas. Il se qualifie avec son équipe pour la Coupe du monde de rugby à XV 2011. La Russie termine en effet deuxième du Championnat des Nations 2010. Il est le capitaine de l'équipe.

## Statistiques en équipe nationale
- 54 sélections en équipe de Russie depuis 2009
- 5 essais (25 points)